# Europameisterschaften im Bogenschießen 1976
Die 5. Europameisterschaften im Bogenschießen wurden vom 19. bis 20. Juni 1976 in der dänischen Hauptstadt Kopenhagen ausgetragen.

## Ergebnisse
Es wurden nur Medaillen in Disziplinen mit dem Recurvebogen vergeben.
| Disziplin         | Gold                                                          | Silber                                                 | Bronze                                                      |
| ----------------- | ------------------------------------------------------------- | ------------------------------------------------------ | ----------------------------------------------------------- |
| Männer Einzel     | Rolf Svensson                                                 | Sante Spigarelli                                       | Kyösti Laasonen                                             |
| Frauen Einzel     | Olga Rulenko                                                  | Walentyna Kowpan                                       | Sebinisso Rustamowa                                         |
| Männer Mannschaft | Finnland Kyösti Laasonen Kauko Laasonen Jukka Inkeri          | Schweden Rolf Svensson Rune Wallner Gunnar Jervill     | Italien Sante Spigarelli Giancarlo Ferrari Cleante Mingozzi |
| Frauen Mannschaft | Sowjetunion Walentyna Kowpan Sebinisso Rustamowa Olga Rulenko | Deutschland Sieglinde Schulz Marion Oltmann Rita Böser | Schweden Lena Sjöholm Alva Dahlin Anna-Lisa Berglund        |

## Medaillenspiegel
| Platz  | Land           | Gold | Silber | Bronze | Gesamt |
| ------ | -------------- | ---- | ------ | ------ | ------ |
| 1      | Sowjetunion    | 2    | 1      | 1      | 4      |
| 2      | Schweden       | 1    | 1      | 1      | 3      |
| 3      | Finnland       | 1    | –      | 1      | 2      |
| 4      | Italien        | –    | 1      | 1      | 2      |
| 5      | BR Deutschland | –    | 1      | –      | 1      |
| Gesamt | Gesamt         | 4    | 4      | 4      | 12     |